# Jorge Sanz (Basketballspieler)
Jorge Sanz Rodríguez (* 4. Januar 1993 in Madrid) ist ein spanischer Basketballspieler. Er spielt auf der Position des Point Guards.

## Laufbahn
Jorge Sanz begann seine Junioren-Laufbahn im Jahre 2004 bei Piratas Soto Basket in Soto del Real. Im Sommer 2007 wechselte der damals 14-Jährige in die Jugendakademie von Real Madrid. Dort durchlief er diverse Nachwuchsteams, bevor er am 16. April 2011 in einem Ligaspiel gegen CAI Zaragoza sein Debüt in der ersten Mannschaft feierte. In der Saison 2011/12 wurde der talentierte Point Guard in den ersten Kader übernommen, um an der Seite von Sergio Rodríguez Gómez und Sergio Llull den Abgang von Pablo Prigioni zu kompensieren, spielt aber parallel dazu mit der B-Mannschaft in der EBA, der vierten spanischen Spielklasse. Im Februar 2012 gewann Jorge Sanz mit Real Madrid den Spanischen Pokal.
Im Sommer 2012 wechselte Jorge Sanz auf Leihbasis bis 2013 innerhalb der spanischen Liga ACB zu Blu:sens Monbús.

### Nationalmannschaft
Jorge Sanz gewann mit Spaniens U-16-Nationalteam die Europameisterschaft 2009. Ein Jahr darauf war er Teil des Aufgebots für die U-17-WM in Hamburg, belegte mit seinem Land jedoch nur den 10. Endrang. Im Sommer 2011 gewann er mit Spanien die Goldmedaille bei der U-18-Europameisterschaft Breslau, im Finale gegen die Mannschaft Serbiens brachte er es auf 22 Punkte und 6 Rebounds.

## Erfolge und Ehrungen
Real Madrid
- Spanischer Pokal: 2011/12

Nationalmannschaft
- U-20-Europameisterschaft 2012: Bronze
- U-18-Europameisterschaft 2011: Gold
- U-16-Europameisterschaft 2009: Gold